# 巴爾施湖
54°11′20″N 10°35′06″E / 54.189°N 10.585°E
巴爾施湖（德語：Barschsee），是德國的湖泊，位於該國北部石勒蘇益格-荷爾斯泰因州，由東荷爾斯泰因縣負責管轄，處於凱爾湖以北，面積0.01平方公里，湖岸線長度0.4公里。